# Squatina
Squatina is een geslacht van kraakbeenvissen uit de familie van de Squatinidae (Zee-engelen).

## Algemene kenmerken
De soorten uit dit geslacht hebben een lichaam dat lijkt op een rog. Het lichaam is afgeplat en de borst en buikvinnen steken ver naar buiten en deze vinnen lijken daarom op vleugels, vandaar de naam zee-engel. Ze hebben twee ver naar achter geplaatste rugvinnen zonder stekel en vijf kieuwspleten. Het spuitgat is groot. De bek is eindstandig en bij de bek zitten tastdraden met franje aan de uiteinden. Het zijn bodembewoners die verborgen onder het zand of de modder van de zeebodem wachten op hun prooi. Ze jagen op macrofauna en kleine vissen (dus ook andere haaien). Vanuit een hinderlaag slaan ze toe met hun kaken waarop scherpe tanden zitten en die ze als het ware kunnen uitstulpen (de boven- en onderkaken van een haai kunnen min of meer onafhankelijk van de schedel bewegen). Daarmee kunnen ze ook mensen verwonden.

In de Noordzee komt alleen de gewone zee-engel Squatina squatina voor. Deze haai heeft bijnamen als paddehaai, pakhaai, schoorhaai. Zee-engelen kunnen tot 2,5 m lang worden.

## Rode Lijst
Alle soorten zijn bewoners van de zeebodem. Als kraakbeenvissen zijn ze net als de haaien ook draagkrachtstrategen en daarom zeer gevoelig voor visserij, speciaal de visserij met bodemsleepnetten. Populaties van gewone vissen (r-strategen) hebben een groter herstelvermogen bij intensieve bevissing. Van de 22 geëvalueerde soorten zee-engelen staan er acht als kritiek (ernstig bedreigd), vier als bedreigd, één als kwetsbaar, drie als gevoelig op de Rode Lijst van de IUCN. Van één soort zijn er onvoldoende gegevens en van slechts vijf soorten is de status niet bedreigd.

## Soorten
Het geslacht bevat de volgende 26 soorten:
- Squatina aculeata  - Cuvier, 1829 – Gestekelde zee-engel
- Squatina africana Regan, 1908 – Afrikaanse zee-engel
- Squatina albipunctata Last & Stevens, 2008
- Squatina argentina Marini, 1930 – Argentijnse zee-engel
- Squatina armata (Philippi, 1887) – Chileense zee-engel
- Squatina australis Regan, 1906 – Australische zee-engel
- Squatina caillieti Walsh, Ebert & Compagno, 2011
- Squatina californica Ayres, 1859 – Pacifische zee-engel
- Squatina david Acero, Tavera, Anguila & Hernández, 2016
- Squatina dumeril Lesueur, 1818 – Zandduivel
- Squatina formosa Shen & Ting, 1972 – Taiwanese zee-engel
- Squatina guggenheim Marini, 1936 – Gebogen zee-engel
- Squatina heteroptera Castro-Aguirre, Pérez & Campos, 2007
- Squatina japonica Bleeker, 1858 – Japanse zee-engel
- Squatina leae Weigmann, Vaz, Akhilesh, Leeney & Naylor, 2023
- Squatina legnota Last & White, 2008
- Squatina mapama Long, Ebert, Tavera, Acero P. & Robertson, 2021
- Squatina mexicana Castro-Aguirre, Peréz & Campos, 2007
- Squatina nebulosa Regan, 1906 – Nevelzee-engel
- Squatina occulta Vooren & da Silva, 1992 – Verborgen zee-engel
- Squatina oculata Bonaparte, 1840 – Gevlekte zee-engel
- Squatina pseudocellata Last & White, 2008 – Westelijke Australische zee-engel
- Squatina squatina Linnaeus, 1758 – Zee-engel
- Squatina tergocellata McCulloch, 1914 – Sierlijke zee-engel
- Squatina tergocellatoides Chen, 1963 – Oogvlekzee-engel
- Squatina varii Vaz & Carvalho, 2018